# Minibidion confine
Minibidion confine là một loài bọ cánh cứng trong họ Cerambycidae.